# Balto
Balto je americký animovaný film, který byl natočený v roce 1995. Režisérem byl Simon Wells.
Na film volně navázal v roce 2002 film Balto 2: Na vlčí stezce a v roce 2004 film Balto 3: Křídla změny (režie obou Phil Weinstein).

## Příběh
Poloviční vlk Balto i s kamarádem houserem Borisem bydlí v Nome na Aljašce. Balto hrozně touží stát se součástí psího spřežení. Pak ale Balto potká hezkou fenku huskyho Jennu. Její panička Rosie byla nemocná, i se všemi dětmi. Aljašský malamut Steele i se psím spřežením museli jít do města Nenana po léky. Jenomže Steele se spřežením zabloudí a ví, že s léky pro děti nepřijdou včas. Balto s Borisem se vydají za nimi. Cestou potkají mnoho nástrah a překvapení.